# Sesamia griselda
Sesamia griselda là một loài bướm đêm trong họ Noctuidae.